# 阿爾科廷
37°28′N 7°28′W / 37.467°N 7.467°W
阿爾科廷（葡萄牙語：Alcoutim），是葡萄牙的城鎮，位於該國南部，由法魯區負責管轄，始建於1304年，面積575.36平方公里，2011年人口2,917，該城鎮人口密度每平方公里5.07人。